# Passions (série télévisée)
Pour les articles homonymes, voir Passions.
 (mai 2025).
Passions est un soap opera américain en 2 231 épisodes de 40 minutes créé par James E. Reilly et diffusé du 5 juillet 1999 au 7 septembre 2007 sur le réseau NBC puis du 17 septembre 2007 au 7 août 2008 sur The 101 Network (chaîne exclusive de DirecTV).
En France, le feuilleton a été diffusé du 30 juillet au 8 octobre 2001 sur TF1. Il reste inédit dans les autres pays francophones.

## Synopsis
Harmony est une ville pittoresque de la Nouvelle Angleterre, qui cache ses secrets et ses mystères. Cependant, au-delà de la façade de cette charmante ville portuaire, les vies et amours de quatre familles, d'origines diverses et très typées, éclatent constamment avec toutes sortes de passions.
Il s'agit du 1er soap opéra américain à avoir utilisé des intrigues fantastiques au premier plan.

## Distribution
- Jorge Alberti : Roberto (2004-2006)
- Silvana Arias (en) : Paloma Lopez-Fitzgerald #1 (2004-2007)
- Adrian Bellani : Miguel Lopez-Fitzgerald #2 (2006-2007)
- Michael Bergin : Nick Bozman (2002)
- Eric Bizot : Jean-Luc Moulin (1999)
- Brandi Burkhardt (en) : Siren (2006)
- Erin Cardillo : Esme Vanderheusen (2005-2006, 2007-2008)
- Lena Cardwell : Simone Russell #1 (1999-2001)
- Justin Carroll : David Hastings (2001-2004)
- Amy Castle : Viki (2007-2008)
- Daniel Chalfa : Marty Lopez-Fitzgerald (2007-2008)
- Nicole Cox : Endora Lenox (2003-2008)
- Charles Divins (arz) : Chad Harris-Crane #2 (2002-2007)
- Cathy Jeneen Doe (en) : Simone Russell #3 (2004-2007)
- Christopher Douglas (en) : Antonio Lopez-Fitzgerald (2001-2004)
- Brenda Epperson (en) : Crystal Harris (2000)
- Andrea Evans : Rebecca Hotchkiss Crane (2000-2008)
- Josh Ryan Evans : Timmy Lenox (1999-2002)
- Dylan Fergus : Noah Bennett (2005-2008)
- Bruce French : Père Lonigan (1999-2007)
- Galen Gering (en) : Luis Lopez-Fitzgerald (1999-2008)
- Alice Ghostley : Matilda Matthews (2000)
- Marla Gibbs : Irma Johnson (2004, 2005)
- Hannia Guillen (en) : Paloma Lopez-Fitzgerald Bennett #2 (2007-2008)
- Bruce Michael Hall : Reese Durkee #1 (1999-2003)
- Seth Hall : Reese Durkee #2 (2003-2004)
- Emily Harper : Fancy Crane Lopez-Fitzgerald (2005-2008)
- Justin Hartley : Fox Crane #1 (2002-2006)
- Lindsay Hartley : Theresa Lopez-Fitzgerald Winthrop (1999-2008)
- Cynthia Holloway : Maureen Preston (2005)
- Liza Huber (en) : Gwen Hotchkiss Winthrop #1 (1999-2000, 2002-2008)
- James Hyde (en) : Sam Bennett (1999-2008)
- Philip Jeanmarie : Vincent Clarkson (2006-2008)
- Jossara Jinaro : Rae Thomas (2005-2007)
- Brook Kerr : Whitney Russell Harris-Crane (1999-2007)
- Jack Krizmanich (en) : John Hastings (2001-2004)
- Kyrie Maezumi : Maya Chinn (2006)
- Christopher Maleki (en) : Spike Lester (2005-2008)
- Amelia Marshall (en) : Liz Sanbourne (2001-2006)
- Eric Martsolf (en) : Ethan Winthrop #2 (2002-2008)
- Ben Masters (en) : Julian Crane (1999-2008)
- Kelli McCarty : Beth Wallace (1999-2005, 2006)
- Maureen McCormick : Rebecca Hotchkiss Crane (2000)
- Ryan McPartlin : Hank Bennett (2001-2004)
- Jesse Metcalfe : Miguel Lopez-Fitzgerald #1 (1999-2004)
- Juliet Mills : Tabitha Lenox (1999-2008)
- Heidi Mueller : Kay Bennett Lopez-Fitzgerald (2003-2008)
- Marianne Muellerleile : Norma Bates (2001, 2002, 2003, 2004, 2005-2006, 2006-2007, 2007)
- Kathleen Noone : Edna Wallace (2002-2005, 2005-2006, 2006, 2007, 2008)
- Jason Olive (en) : Frank Lomax (1999)
- Chrystee Pharris-Larkins : Simone Russell #2 (2001-2004)
- Blair Redford : Miguel Lopez-Fitzgerald #3 (2007-2008)
- John Reilly (en) : Alistair Crane (2005-2006, 2007-2008)
- Jill Remez (en) : Juanita Vasquez (2007-2008)
- Alisa Reyes (en) : Syd Valentine (2002, 2003)
- Tracey Ross (en) : Eve Johnson Russell (1999-2008)
- Michael Sabatino (en) : J.T. Cornell (2006)
- Daphnee Duplaix Samuel : Valerie Davis (2004-2008)
- Travis Schuldt : Ethan Winthrop #1 (1999-2002)
- Kristina Sisco (en) : Charity Standish (2006-2007)
- Dana Sparks (en) : Grace Bennett (1999-2004, 2006-2007), Faith Standish (1999)
- Molly Stanton (en) : Charity Standish (1999-2004)
- Richard Steinmetz (en) : Martin Fitzgerald (2004-2006)
- James Stevenson : Jared Casey (2006-2007)
- Danica Stewart : Jessica Bennett (2003-2008)
- Donn Swaby (en) : Chad Harris-Crane #1 (1999-2002)
- Melinda Sward (en) : Pretty Crane (2007-2008)
- Eva Tamargo (en) : Pilar Lopez-Fitzgerald (1999-2008)
- Kim Johnston Ulrich (en) : Ivy Winthrop (1999-2008)
- Rodney Van Johnson (en) : T.C. Russell (1999-2007)
- McKenzie Westmore (en) : Sheridan Crane Lopez-Fitzgerald (1999-2008)
- Adrian Wilson : Chris Boothe (2005-2007)
- Danny Woodburn : Demon Elf (2007, 2008)
- Sharon Wyatt (en) : Rachel Barrett (2005-2006)
- Mark Cameron Wystrach (en) : Fox Crane #2 (2006-2007)
- Leigh Taylor-Young : Katherine Barrett Crane (2004-2006)
- Natalie Zea : Gwen Hotchkiss Winthrop #2 (2000-2002)

## Commentaires
- Le feuilleton a succédé à Sunset Beach lorsque TF1 cessa de le diffuser.
- Le feuilleton ayant peu de succès en France, TF1 en a arrêté la diffusion le 8 octobre 2001.
- La série est mentionnée dans certains épisodes de la saison 4 et de la saison 5 de Buffy contre les vampires.